# Posterunek przy Hill Street
Posterunek przy Hill Street (oryg. Hill Street Blues) – amerykański serial telewizyjny sieci NBC z lat 1981–1987 o pracy policjantów, produkowany przez MTM Enterprises.

## Krótki opis
Jego twórcami byli Steven Bochco i Michael Kozoll. Komendanta posterunku grał Daniel J. Travanti. W serialu wystąpiło kilkudziesięciu aktorów, np. Dennis Franz, Jeffrey Tambor, Charles Cyphers. Wielu aktorów wystąpiło gościnnie, np. Yaphet Kotto, a w 1986 Laurence Fishburne. Serial powstał w Los Angeles, jednak sugeruje że akcja toczy się w centrum północnego miasta podobnego do Chicago. Budynek posterunku należy w rzeczywistości do University of Illinois at Chicago.

## Obsada
- Daniel J. Travanti jako kpt. Frank Furillo (wszystkie odcinki)[1]
- Michael Warren jako oficer Bobby Hill (wszystkie odcinki)
- Bruce Weitz jako sierż. Mick Belker (wszystkie odcinki)
- James Sikking jako por. Howard Hunter (wszystkie odcinki)
- Joe Spano jako por. Henry Goldblume (wszystkie odcinki)
- Taurean Blacque jako detektyw Neal Washington (wszystkie odcinki)
- Kiel Martin jako detektyw J.D. LaRue (wszystkie odcinki)
- Betty Thomas jako oficer Lucy Bates (wszystkie odcinki)
- Charles Haid jako oficer Andrew Renko (wszystkie odcinki)
- Veronica Hamel jako Joyce Davenport (wszystkie odcinki)
- René Enríquez jako por. Ray Calletano (108 odcinków)
- Ed Marinaro jako oficer Joe Coffey (104 odcinki)
- Barbara Bosson jako Fay Furillo (102 odcinki)
- Robert Hirschfeld jako Leo Schnitz (93 odcinki)
- Michael Conrad jako sierż. Phil Esterhaus (71 odcinków)
- Jon Cypher jako szef posterunku Fletcher Daniels (71 odcinków)